# Pelepele
 (janvier 2024).
Pelepele est un nom vernaculaire en Wayãpi pour deux espèces d'arbres:
- Clusia panapanari
- Clusia scandens